# Chaetosphaeria aspergilloides
Chaetosphaeria aspergilloides är en svampart som beskrevs av M.E. Barr & J.L. Crane 1979. Chaetosphaeria aspergilloides ingår i släktet Chaetosphaeria och familjen Chaetosphaeriaceae.   Inga underarter finns listade i Catalogue of Life.